# Peder Rüger de Stabel
Pietro Ruggeri da Stabello (Zogno, 15 de juliol de 1797 - Bèrgam, 17 de gener de 1858) va ser un poeta llombard.
Pietro Ruggeri, el qual va afegir-se el cognom "da Stabello" al seu nom en honor de la petita ciutat de la vall de Brembana on va néixer el 1797, va ser un dels més grans poetes dialectals que ha conegut la zona de Bèrgam.

## Vida
Fill de Santo i Stella Diana Ceribelli, originari de la capital òrbica, Stabello, però refugiat a la vall de Brembana per fugir dels disturbis posteriors a la caiguda de la República de Venècia, aviat Don Carlo Botta va dirigir els seus estudis. Després d'aconseguir el diploma de comptable va traslladar-se de nou a la capital òrbica.
De caràcter jovial amb un gran dinamisme intel·lectual, li encantava compondre els seus versos en contacte amb la gent. Els temes que tractava mai eren massa banals ni massa nobles, sobretot pel que fa a la vida quotidiana del seu poble.

## L'escriptor
Inicialment va començar a escriure més com a exercici i per plaer, com ho demostra la "Carta de Pietro Ruggeri da Stabello contra la misèria generalitzada" de 1816.
La primera obra real es remunta al 1820: és un capítol ternari compost per 121 hendecasíl·labs en italià anomenat "Il trionfo delle coreggie asciutte e siropate". L'any següent va escriure altres tres escrits en italià, que han quedat inèdits, anomenats "Venite gente a piangere", "Un orator sul pulpito montò" i "Entrati due signori nell'ospedale de' pazzi".
Les primeres obres del dialecte bergamasc es remunten al 1822, any en què va compondre el poema "Teucc i rivendacc chilò de la Finanza".
En aquells temps va començar a adquirir una certa importància a la ciutat, tant que va ser retratat en un quadre del pintor Enrico Scuri i allotjat al saló del comte Andrea Vertova, freqüentat per les personalitats més erudites de Bèrgam.
Tanmateix, mai no es va voler convertir-se en famós a si mateix, tant que va realitzar les feines més dispars per viure: també per aquest motiu va ser considerat un antipersonatge.
El 1827 va fundar l'Acadèmia Filharmònica al Teatre della Fenice de Bèrgam, convertint-se en el seu president i essent retratat en l'ocasió pel seu amic pintor Luigi Deleidi conegut com la boira.
Va publicar altres escrits, incloses les "Rimes bortolinianes de Rugger de Stabell", recollides en nombrosos volums, i altres sonets dedicats majoritàriament a personalitats o amics coneguts, inclosos els compostos per al pintor Francesco Coghetti, el titellaire Battaglia i exponents de Família Vertova-Camozzi (propietaris del castell de Costa di Mezzate).
Va començar a elaborar un vocabulari bergamo-italià, una obra que va quedar inacabada també per la seva complexitat. De fet, l'obra no es basava en una col·lecció ocasional de termes i en la simple traducció d'un diccionari italià, sinó en un conjunt de paraules i modismes reunits amb una obra original.
Algunes de les seves composicions es van representar al teatre local, entre les quals "Oh de la mula" va ser tot un èxit.
Els seus escrits van ser fortament reevaluats diversos anys després de la seva mort, que va tenir lloc a Bèrgam, a Borgo Santa Caterina, el 17 de gener de 1858. La seva tomba es va perdre després de tancar el cementiri on havia estat enterrat.
Com a compensació parcial, la ciutat de Bèrgam, a més de posar el seu nom a un carrer, va inaugurar un retrat de marbre de mitja longitud en honor seu en una de les places principals de la ciutat baixa.
El 1933, el conciutadà Bortolo Belotti li dedicà l'escrit "Pietro Ruggeri. Poeta bèrgam".

## Obra
- Raccolta Pietro Ruggeri (da Stabello), poeta vernacolare. Recull de notes, poemes, correspondència i diversos escrits, guardats a la Biblioteca Angelo Mai de Bèrgam.
- Rime Bortoliniane del Rugger de Stabell
- Oh de la Mula, Comedia entremig musical per Girolamo Forini (1843) Partitura original Partitura per piccola orchestra
- Rivoluzione di Bergamo dell'anno 1848
- Poesie in dialetto bergamasco sparse; recollit per Achille Mazzoleni (1912)
- Poesie in dialetto bergamasco; recollit per Antonio Tiraboschi (1931)
- Poesie in dialetto bergamasco; recollit per Antonio Tiraboschi (1869)
- Pietro Ruggeri poeta bergamasco; recollit per Bortolo Belotti (1933)
- Rime bergamasche; Edició crítica de totes les rimes dialectals, editada per Piera Tomasoni (1979)